# Csörgő kakascímer

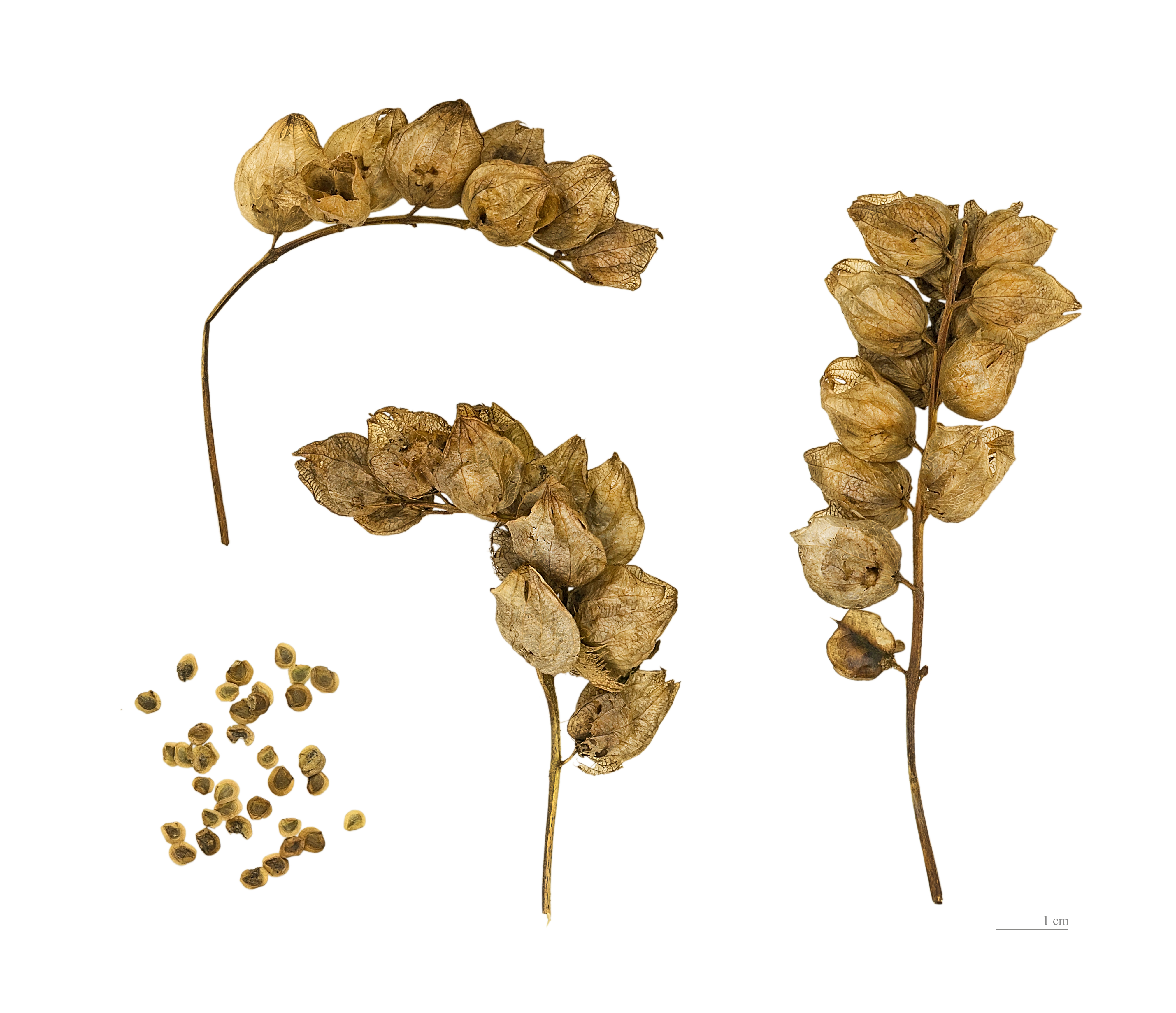
Rhinanthus minor

A csörgő kakascímer (Rhinanthus minor) az ajakosvirágúak (Lamiales) rendjéhez tartozó vajvirágfélék (Orobanchaceae) családjába sorolt kakascímer (Rhinanthus) nemzetség hét, Magyarországon is élő fajának egyike. A németek kis csörgőfazéknak nevezik.

## Származása, elterjedése
Hazánk minden tájegységén gyakori, néhol tömegesen fordul elő.

## Megjelenése, felépítése
15–40 cm magasra növő, felálló szárú gyomnövény. Ágas szára kemény. Levelei keskeny lándzsásak, kopaszok. Sárga, mintegy 15 mm hosszú, felfújt kelyhű virágai egyesével ülnek a levelek hónaljában. A pártacső egyenes vagy majdnem egyenes, a sziromlevelek összeforrtak. A felső ajak fogai többnyire fehéresek. Száraz toktermésében zörgő magvai miatt csörgőfűnek is hívják.

## Életmódja, termőhelye
Egyéves. Félélősködő fakultatív gyökérparazita. Rinantin- (aukubin)-tartalma károsíthatja a lovak központi idegrendszerét. Szárítva mérgező hatását elveszti. Réteken, félszáraz gyepekben él a mészszegénytől a mészmentesig terjedő, valamelyest nyirkos talajokon. Májustól júliusig nyílik.